# Platycheirus melanopsis
Platycheirus melanopsis är en tvåvingeart som beskrevs av Friedrich Hermann Loew 1856. Platycheirus melanopsis ingår i släktet fotblomflugor, och familjen blomflugor.
Artens utbredningsområde är Österrike. Inga underarter finns listade i Catalogue of Life.